# Altedo
Altedo è una frazione italiana appartenente al comune di Malalbergo nella città metropolitana di Bologna nella regione Emilia-Romagna.

## Geografia
Altedo dista da Malalbergo 8 chilometri, Malalbergo rispetto ad Altedo è in direzione di Ferrara. Da Bologna dista 20 chilometri. 
Essendo situato nella Pianura Padana, Altedo ha un'altitudine di soli 11 metri sul livello del mare.

## Monumenti e luoghi di interesse

### Architetture religiose
- Chiesa di San Giovanni Battista, parrocchiale

## Economia
Altedo è noto per l'Asparago verde di Altedo IGP. L'asparago di Altedo deve essere prodotto esclusivamente su parte della città metropolitana di Bologna e della provincia di Ferrara. Tutti gli anni, la terza e la quarta domenica di maggio, ad Altedo si tiene la sagra dell'asparago verde IGP.

## Infrastrutture e trasporti
La frazione è attraversata dalla Strada statale 64 Porrettana. Nelle immediate vicinanze di Altedo è situata l'omonima uscita dell'autostrada A13.